# Rizzata

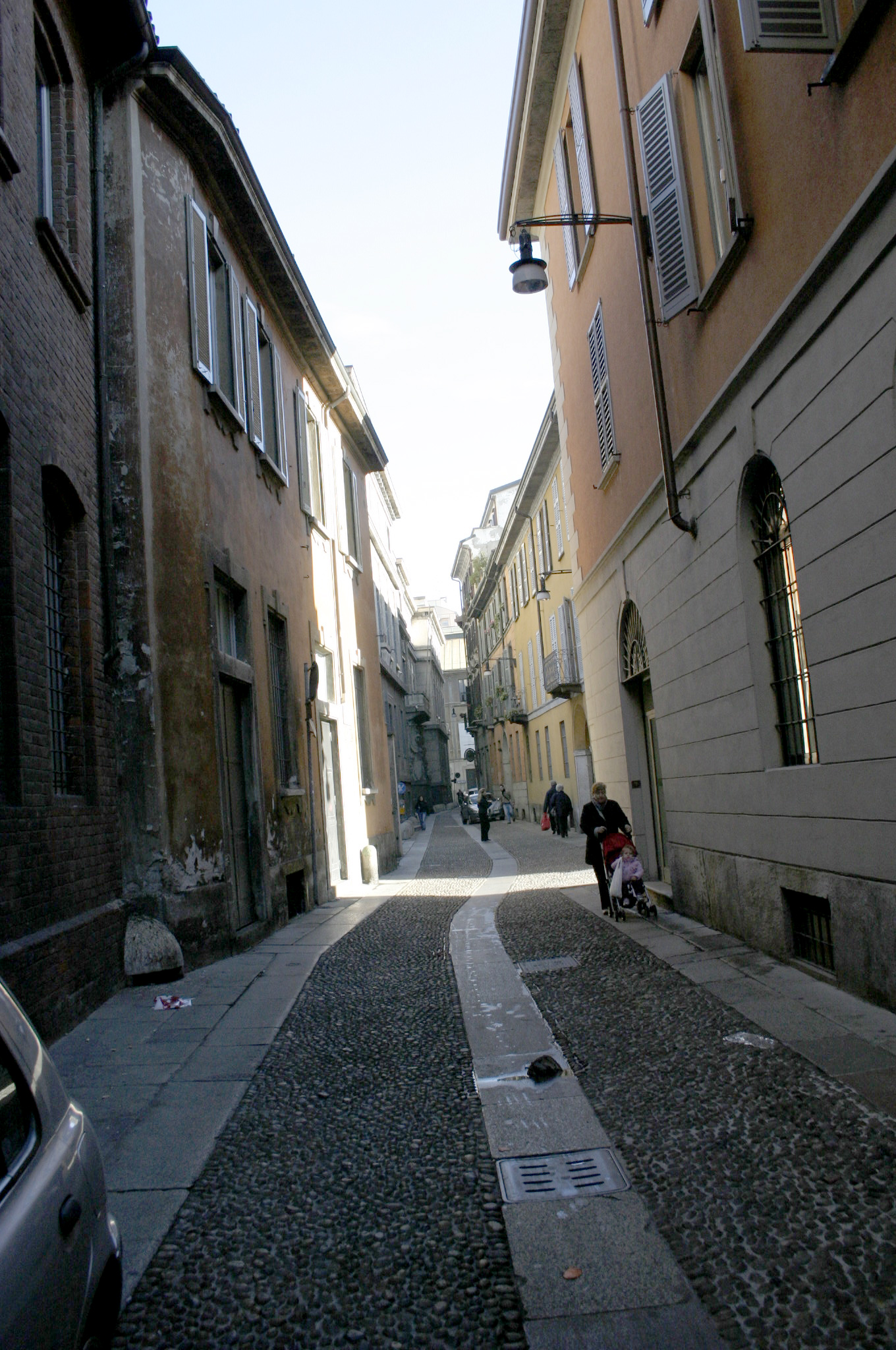
Milano, via del Carmine, rizzada

Con il termine rizzata (rizzada in lingua lombarda) si indica comunemente una superficie esterna pavimentata con ciottoli di fiume levigati, tipica dell'area lombarda.
Questo genere di pavimentazione si diffuse in particolare a Milano a partire dal Settecento e venne per la prima volta utilizzato per la decorazione dei sagrati di chiese o luoghi importanti come palazzi o pubblici uffici (si vedano esempi nella piazza di Palazzo Reale, di fianco al Duomo di Milano).
Nell'800 la rizzata venne adottata per la realizzazione delle strade dei centri cittadini ed era progettata in maniera molto particolare: al centro era solcata da due strisce parallele di granito che consentivano a carrozze e carretti di transitare sull'area della carreggiata senza sobbalzi, causando così anche meno rumore.
I ciottoli provenivano in prevalenza dal Ticino e dall'Adda e venivano infissi direttamente nel terreno con l'utilizzo di leganti quali il cemento o più anticamente la sabbia a secco. Furono questi il "materiale bellico" utilizzato dai milanesi insorti durante le famose Cinque giornate di Milano contro le ben più armate truppe austriache.